# Złoty Glob za najlepszą piosenkę
Złote Globy za najlepszą piosenkę – kategoria Złotych Globów, przyznawana po raz pierwszy w 1962, regularnie od 1965 roku, przez Hollywoodzkie Stowarzyszenie Prasy Zagranicznej. Laureatami tej kategorii są kompozytor i autor tekstu.
Laureaci są pogrubionym drukiem.

## Lata 60.
1961:  „Town Without Pity” – Miasto bez litości – muzyka: Dimitri Tiomkin; słowa: Ned Washington
1964: „Circus World” – Świat cyrku – muzyka: Dimitri Tiomkin; słowa: Ned Washington

nominacje:
- „Dear Heart” – Dear Heart – muzyka: Henry Mancini; słowa: Jay Livingston, Ray Evans
- „Where Love Has Gone” – Dokąd poszła miłość – muzyka: Jimmy Van Heusen; słowa: Sammy Cahn
- „Sunday in New York” – Niedziela w Nowym Jorku – muzyka: Peter Nero; słowa: Carroll Coates, Roland Everett
- „From Russia with Love” – Pozdrowienia z Rosji – muzyka: John Barry; słowa: Lionel Bart, Monty Norman

1965: „Forget Domani” – Żółty Rolls-Royce – muzyka: Riz Ortolani; słowa: Norman Newell

nominacje:
- „The Shadow of Your Smile” – Brodziec – muzyka: Johnny Mandel; słowa: Paul Francis Webster
- „Ballad of Cat Ballou” – Kasia Ballou – muzyka: Jerry Livingston; słowa: Mack David
- „That Funny Feeling” – That Funny Feeling – muzyka i słowa: Bobby Darin
- „The Sweetheart Tree” – Wielki wyścig – muzyka: Henry Mancini; słowa: Johnny Mercer

1966: „Strangers in the Night” – A Man Could Get Killed – muzyka: Bert Kaempfert; słowa: Charles Singleton, Eddie Snyder

nominacje:
- „Alfie” – Alfie – muzyka: Burt Bacharach; słowa: Hal David
- „Born Free” – Elza z afrykańskiego buszu – muzyka: John Barry; słowa: Don Black
- „Georgy Girl” – Georgy Girl – muzyka: Tom Springfield; słowa: Jim Dale
- „A Man and a Woman” – Kobieta i mężczyzna – muzyka: Francis Lai; słowa: Pierre Barouh

1967: „If Ever I Should Leave You” – Camelot – muzyka: Frederick Loewe; słowa: Alan Jay Lerner

nominacje:
- „Talk to the Animals” – Doktor Dolittle – muzyka i słowa: Leslie Bricusse
- „Thoroughly Modern Millie” – Na wskroś nowoczesna Millie – muzyka: Jimmy Van Heusen; słowa: Sammy Cahn
- „Please Don’t Gamble with Love” – Ski Fever – muzyka i słowa: Jerry Styner, Guy Hemric
- „Des Ronds dans l’Eau” – Żyć, aby żyć – muzyka: Francis Lai; słowa: Norman Gimbel

1968: „The Windmills of Your Mind” – Sprawa Thomasa Crowna – muzyka: Michel Legrand; słowa: Alan Bergman, Marilyn Bergman

nominacje:
- „Chitty Chitty Bang Bang” – Nasz cudowny samochodzik – muzyka i słowa: Richard M. Sherman, Robert B. Sherman
- „Buona Sera, Mrs. Campbell” – Dobranoc, signora Campbell – muzyka: Riz Ortolani; słowa: Melvin Frank
- „Star” – Gwiazda! – muzyka: Jimmy Van Heusen; słowa: Sammy Cahn
- „Funny Girl” – Zabawna dziewczyna – muzyka: Jule Styne; słowa: Bob Merrill

1969: „Jean” – Pełnia życia panny Brodie – muzyka i słowa: Rod McKuen

nominacje:
- „Raindrops Keep Falling on My Head” – Butch Cassidy i Sundance Kid – muzyka: Burt Bacharach; słowa: Hal David
- „The Time for Love Is Any Time” – Kwiat kaktusa – muzyka: Quincy Jones; słowa: Cynthia Weil
- „True Grit” – Prawdziwe męstwo – muzyka: Elmer Bernstein; słowa: Don Black
- „What Are You Doing the Rest of Your Life” – Szczęśliwe zakończenia – muzyka: Michel Legrand; słowa: Alan Bergman, Marilyn Bergman
- „Stay” – Tajemnica Santa Vittoria – muzyka: Ernest Gold; słowa: Norman Gimbel
- „Goodbye, Columbus”

## Lata 70.
1970: „Whistling Away the Dark” – Urocza Lili – muzyka: Henry Mancini; słowa: Johnny Mercer

nominacje:
- „Till Love Touches Your Life” – Madron – muzyka: Riz Ortolani; słowa: Arthur Hamilton
- „Ballad of Little Fauss and Big Halsey” – Mały Fauss i Duży Halsey
- „Thank You Very Much” – Opowieść wigilijna – muzyka i słowa: Leslie Bricusse
- „Pieces of Dreams” – Pieces of Dreams – muzyka: Michel Legrand; słowa: Alan Bergman, Marilyn Bergman

1971: „Life Is What You Make It” – Kotch – muzyka: Marvin Hamlisch; słowa: Johnny Mercer

nominacje:
- „Something More.” – Honky – muzyka: Quincy Jones; słowa: Bradford Craig
- „Theme from Shaft” – Shaft – muzyka i słowa: Isaac Hayes
- „Long Ago Tomorrow” – Szalony księżyc – muzyka: Burt Bacharach; słowa: Hal David
- „Rain Falls Anywhere It Wants To” – The African Elephant – muzyka: Laurence Rosenthal; słowa: Alan Bergman, Marilyn Bergman

1972: „Ben” – Ben – muzyka: Walter Scharf; słowa: Don Black

nominacje:
- „Mein Herr” – Kabaret – muzyka: John Kander; słowa: Fred Ebb
- „Money, Money” – Kabaret – muzyka: John Kander; słowa: Fred Ebb
- „Take Me Home” – Molly and Lawless John – muzyka: Johnny Mandel; słowa: Alan Bergman, Marilyn Bergman
- „Carry Me” – Motyle są wolne – muzyka: Bob Alcivar; słowa: Randy McNeill
- „Marmalade, Molasses and Honey” – Sędzia z Teksasu – muzyka: Maurice Jarre; słowa: Alan Bergman, Marilyn Bergman
- „The Morning After” – Tragedia „Posejdona” – muzyka i słowa: Al Kasha, Joel Hirschhorn
- „Dueling Banjos” – Wybawienie – muzyka: Arthur Smith; adaptacja: Steve Mandel, Eric Weissberg

1973: „The Way We Were” – Tacy byliśmy – muzyka: Marvin Hamlisch; słowa: Alan Bergman, Marilyn Bergman

nominacje:
- „Breezy’s Song” – Breezy – muzyka: Michel Legrand; słowa: Alan Bergman, Marilyn Bergman
- „Lonely Looking Sky” – Jonathan Livingston Seagull – muzyka i słowa: Neil Diamond
- „Rosa Rosa” – Kazablan – muzyka: Dov Seltzer; słowa: Chaim Chefer
- „All That Love Went to Waste” – Miłość w godzinach nadliczbowych – muzyka: George Barrie, Sammy Cahn
- „Send a Little Love My Way” – Taka była Oklahoma – muzyka: Henry Mancini; słowa: Hal David

1974: „I Feel Love” – Benji – muzyka: Euel Box; słowa: Betty Box

nominacje:
- „On and On” – Claudine – muzyka i słowa: Curtis Mayfield
- „Sail the Summer Winds” – Gołąb – muzyka: John Barry; słowa: Don Black
- „I Never Met a Rose” – Mały Książę – muzyka: Frederick Loewe; słowa:Alan Jay Lerner
- „We May Never Love Like This Again” – Płonący wieżowiec – muzyka i słowa: Al Kasha, Joel Hirschhorn

1975: „I’m Easy” – Nashville – muzyka i słowa: Keith Carradine

nominacje:
- „My Little Friend” – Papierowy tygrys – muzyka: Roy Budd; słowa: Sammy Cahn
- „Richard’s Window” – The Other Side of the Mountain – muzyka: Charles Fox; słowa: Norman Gimbel
- „Now That We’re in Love” – Whiffs – muzyka: George Barrie; słowa: Sammy Cahn
- „How Lucky Can You Get” – Zabawna dama – muzyka: John Kander; słowa: Fred Ebb

1976: „Evergreen” – Narodziny gwiazdy – muzyka: Barbra Streisand; słowa: Paul Williams

nominacje:
- „Bugsy Malone” – Bugsy Malone – muzyka i słowa: Paul Williams
- „Car Wash” – Myjnia samochodowa – muzyka i słowa: Norman Whitfield
- „Hello and Goodbye” – Od południa do trzeciej – muzyka: Elmer Bernstein; słowa: Alan Bergman, Marilyn Bergman
- „So Sad the Song” – Pipe Dreams – muzyka i słowa: Michael Masser, Gerry Goffin
- „I’d Like to Be You for a Day” – Zakręcony piątek – muzyka i słowa: Joel Hirschhorn, Al Kasha

1977: „You Light Up My Life” – You Light Up My Life – muzyka i słowa: Joseph Brooks

nominacje:
- „Down Deep Inside” – Głębia – muzyka: John Barry; słowa: John Barry, Donna Summer
- „How Deep Is Your Love?” – Gorączka sobotniej nocy – muzyka i słowa: Bee Gees
- „New York, New York” – New York, New York – muzyka: John Kander; słowa: Fred Ebb
- „Nobody Does It Better” – Szpieg, który mnie kochał – muzyka: Marvin Hamlisch; słowa: Carole Bayer Sager

1978: „Last Dance” – Dzięki Bogu już piątek – muzyka i słowa: Paul Jabera

nominacje:
- „Grease” – Grease – muzyka i słowa: Barry Gibb
- „You’re the One that I Want” – Grease – muzyka i słowa: John Farrar
- „Ready to Take a Chance Again” – Nieczyste zagranie – muzyka: Charles Fox; słowa: Norman Gimbel
- „The Last Time I Felt Like This” – Za rok o tej samej porze – muzyka: Marvin Hamlisch; słowa: Alan Bergman, Marilyn Bergman

1979: „The Rose” – Róża – muzyka i słowa: Amanda McBroom

nominacje:
- „Rainbow Connection” – Wielka wyprawa muppetów – muzyka i słowa: Paul Williams, Kenny Ascher
- „The Main Event” – Wielkie starcie – muzyka i słowa: Paul Jabara, Bruce Roberts
- „Better Than Ever” – Zacznijmy od nowa – muzyka: Marvin Hamlisch; słowa: Carole Bayer Sager
- „Through the Eyes of Love” – Zamki na lodzie – muzyka: Marvin Hamlisch; słowa: Carole Bayer Sager

## Lata 80.
1980: „Fame” – Sława – muzyka: Michael Gore; słowa: Dean Pitchford

nominacje:
- „Call Me” – Amerykański żigolak – muzyka i słowa: Giorgio Moroder, Deborah Harry
- „Nine to Five” – Od dziewiątej do piątej – muzyka i słowa: Dolly Parton
- „Love on the Rocks” – The Jazz Singer – muzyka i słowa: Neil Diamond, Gilbert Bécaud
- „Yesterday’s Dreams” – Znów zakochani – muzyka: Michel Legrand; słowa: Carol Connors

1981: „Best That You Can Do” – Artur – muzyka: Burt Bacharach, Christopher Cross, Carole Bayer Sager; słowa: Christopher Cross, Peter Allen

nominacje:
- „It’s Wrong for Me to Love You” – Motylek – muzyka: Ennio Morricone; słowa: Carol Connors
- „Endless Love” – Niekończąca się miłość – muzyka i słowa: Lionel Richie
- „One More Hour” – Ragtime – muzyka i słowa: Randy Newman
- „For Your Eyes Only” – Tylko dla twoich oczu – muzyka: Bill Conti; słowa: Michael Lesson

1982: „Up Where We Belong” – Oficer i dżentelmen – muzyka: Jack Nietsche, Buffy Sainte-Marie; słowa: Will Jennings

nominacje:
- „Making Love” – Kochać się – muzyka: Burt Bacharach, Bruce Roberts; słowa: Bruce Roberts, Carole Bayer Sager
- „Theme from Cat People” – Ludzie-koty – muzyka: Giorgio Moroder; słowa: David Bowie
- „Eye of the Tiger” – Rocky III – muzyka i słowa: Jim Peterik, Frankie Sullivan
- „If We Were in Love” – Yes, Giorgio – muzyka: John Williams; słowa: Alan Bergman, Marilyn Bergman

1983: „Flashdance... What a Feeling” – Flashdance – muzyka: Giorgio Moroder; słowa: Keith Forsey, Irene Cara

nominacje:
- „Maniac” – Flashdance – muzyka i słowa: Dennis Matkosky, Michael Sembello
- „Over You” – Pod czułą kontrolą – muzyka i słowa: Bobby Hart, Austin Roberts
- „Far from Over” – Pozostać żywym – muzyka i słowa: Frank Stallone, Vince DiCola
- „The Way He Makes Me Feel” – Yentl – muzyka: Michel Legrand; słowa: Alan Bergman, Marilyn Bergman

1984: „I Just Called to Say I Love You” – Kobieta w czerwieni – muzyka i słowa: Stevie Wonder

nominacje:
- „Against All Odds (Take a Look at Me Now)” – Przeciw wszystkim – muzyka i słowa: Phil Collins
- „Footloose” – Footloose – muzyka i słowa: Kenny Loggins, Dean Pitchford
- „Ghostbusters” – Pogromcy duchów – muzyka i słowa: Ray Parker Jr.
- „No More Lonely Nights” – Pozdrowienia dla Broad Street – muzyka i słowa: Paul McCartney
- „When Doves Cry” – Purpurowy deszcz – muzyka i słowa: Prince

1985: „Say You, Say Me” – Białe noce – muzyka i słowa: Lionel Richie

nominacje:
- „The Power of Love” – Powrót do przyszłości – muzyka: Johnny Colla, Chris Hayes; słowa: Huey Lewis
- „Rhythm of the Night” – Ostatni smok – muzyka i słowa: Diane Warren
- „We Don’t Need Another Hero” – Mad Max pod Kopułą Gromu – muzyka i słowa: Terry Britten, Graham Lyle
- „A View to a Kill” – Zabójczy widok – muzyka: John Barry; słowa: Duran Duran

1986:  „Take My Breath Away” – Top Gun – muzyka: Giorgio Moroder; słowa: Tom Whitlock

nominacje:
- „Somewhere Out There” – Amerykańska opowieść – muzyka: James Horner, Barry Mann; słowa: Cynthia Weil
- „Glory of Love” – Karate Kid II – muzyka: David Foster, Peter Cetera; słowa: David Foster, Peter Cetera, Diane Nini
- „Sweet Freedom” – Zapomnieć o strachu – muzyka i słowa: Rod Temperton
- „Life in a Looking Glass” – Takie jest życie – muzyka: Henry Mancini; słowa: Leslie Bricusse
- „They Don’t Make Them Like They Used to” – Twardziele – muzyka i słowa: Burt Bacharach, Carole Bayer Sager, Kenny Rogers

1987: „(I’ve Had) The Time of My Life” – Dirty Dancing – muzyka: Franke Previte, John DeNicola, Donald Markowitz; słowa: Franke Previte

nominacje:
- „Shakedown” – Gliniarz z Beverly Hills II – muzyka: Harold Faltermeyer, Keith Forsey; słowa: Harold Faltermeyer, Keith Forsey, Bob Seger
- „Nothing’s Gonna Stop Us Now” – Manekin – muzyka i słowa: Albert Hammond, Diane Warren
- „The Secret of My Success” – Tajemnica mojego sukcesu – muzyka i słowa: Jack Blades, David Foster, Tom Keane, Michael Landau
- „Who’s That Girl” – Kim jest ta dziewczyna? – muzyka i słowa: Patrick Leonard, Madonna

1988: nagroda ex aequo
- „Two Hearts” – Goryle we mgle – muzyka: Lamont Dozier; słowa: Phil Collins
- „Let the River Run” – Pracująca dziewczyna – muzyka i słowa: Carly Simon

nominacje:
- „When a Woman Loves a Man” – Byki z Durham – muzyka i słowa: Bernard Hanighen, Gordon Jenkins, Johnny Mercer
- „Kokomo” – Koktajl – muzyka i słowa: Scott McKenzie, Mike Love, Terry Melcher, John Phillips
- „Why Should I Worry?” – Oliver i spółka – muzyka i słowa: Dan Hartman, Charlie Midnight
- „Twins” – Bliźniacy – muzyka i słowa: Lorrin Bates, Skip Scarborough

1989: „Under the Sea” – Mała Syrenka – muzyka: Alan Menken; słowa: Howard Ashman

nominacje:
- „After All” – Wszystko jest możliwe – muzyka: Tom Snow; słowa: Dean Pitchford
- „Kiss the Girl” – Mała Syrenka – muzyka: Alan Menken; słowa: Howard Ashman
- „I Love to See You Smile” – Spokojnie, tatuśku – muzyka i słowa: Randy Newman
- „The Girl Who Used to Be Me” – Shirley Valentine – muzyka: Marvin Hamlisch; słowa: Alan Bergman, Marilyn Bergman

## Lata 90.
1990: „Blaze of Glory” – Młode strzelby II – muzyka i słowa: Jon Bon Jovi

nominacje:
- „Sooner or Later (I Always Get My Man)” – Dick Tracy – muzyka i słowa: Stephen Sondheim
- „What Can You Lose?” – Dick Tracy – muzyka i słowa: Stephen Sondheim
- „Promise Me You’ll Remember” – Ojciec chrzestny III – muzyka: Carmine Coppola; słowa: John Bettis
- „I’m Checkin’ Out” – Pocztówki znad krawędzi – muzyka i słowa: Shel Silverstein

1991: „Beauty and the Beast” – Piękna i Bestia – muzyka: Alan Menken; słowa: Howard Ashman

nominacje:
- „Dreams to Dream” – Amerykańska opowieść. Feiwel rusza na Zachód – muzyka: James Horner; słowa: Will Jennings
- „Be Our Guest” – Piękna i Bestia – muzyka: Alan Menken; słowa: Howard Ashman
- „(Everything I Do) I Do It for You” – Robin Hood: Książę złodziei – muzyka: Michael Kamen; słowa: Bryan Adams, Robert John Lange
- „Tears in Heaven” – W matni – muzyka: Eric Clapton; słowa: Will Jennings

1992: „A Whole New World” – Aladyn – muzyka: Alan Menken; słowa: Tim Rice

nominacje:
- „Friend Like Me” – Aladyn – muzyka: Alan Menken; słowa: Howard Ashman
- „Prince Ali” – Aladyn – muzyka: Alan Menken; słowa: Howard Ashman
- „This Used to Be My Playground” – Ich własna liga – muzyka i słowa: Madonna, Shep Pettibone
- „Beautiful Maria of My Soul” – Królowie mambo – muzyka: Robert Kraft; słowa: Arne Glimcher

1993:  „Streets of Philadelphia” – Filadelfia – muzyka i słowa: Bruce Springsteen

nominacje:
- „The Day I Fall in Love” – Beethoven 2 – muzyka i słowa: Carole Bayer Sager, James Ingram, Clif Magness
- „(You Made Me the) Thief of Your Heart” – W imię ojca – muzyka i słowa: Bono, Gavin Friday, Maurice Seezer
- „Stay” – Tak daleko, tak blisko – muzyka: U2; słowa: Bono
- „Again” – Poetic Justice – Film o miłości – muzyka i słowa: Janet Jackson, Jimmy Jam, Terry Lewis

1994: „Can You Feel the Love Tonight” – Król lew – muzyka; Elton John; słowa: Tim Rice

nominacje:
- „The Color of the Night” – Barwy nocy – muzyka i słowa: Jud Friedman, Lauren Christy, Dominic Frontiere
- „Look What Love Has Done” – Junior – muzyka i słowa: Carole Bayer Sager, James Newton Howard, James Ingram, Patty Smyth
- „The Circle of Life” – Król lew – muzyka: Elton John; słowa: Tim Rice
- „Far Longer than Forever” – Księżniczka łabędzi – muzyka: Lex de Azevedo; słowa: David Zippel
- „I’ll Remember” – Z honorami – muzyka i słowa: Madonna, Patrick Leonard, Richard Page

1995: „Colors of the Wind” – Pocahontas – muzyka: Alan Menken; słowa: Stephen Schwartz

nominacje:
- „Hold Me, Thrill Me, Kiss Me, Kill Me” – Batman Forever – muzyka: U2; słowa: Bono
- „Have You Ever Really Loved a Woman?” – Don Juan DeMarco – muzyka: Michael Kamen; słowa: Bryan Adams, Robert John Lange
- „Moonlight” – Sabrina – muzyka: John Williams; słowa: Alan Bergman, Marilyn Bergman
- „You Got a Friend in Me” – Toy Story – muzyka i słowa: Randy Newman

1996: „You Must Love Me” – Evita – muzyka: Andrew Lloyd Webber; słowa: Tim Rice

nominacje:
- „I’ve Finally Found Someone” – Miłość ma dwie twarze – muzyka i słowa: Barbra Streisand, Marvin Hamlisch, Robert John Lange, Bryan Adams
- „For the First Time” – Szczęśliwy dzień – muzyka i słowa: James Newton Howard, Jud Friedman, Allan Dennis Rich
- „That Thing You Do!” – Szaleństwa młodości – muzyka i słowa: Adam Schlesinger
- „Because You Loved Me” – Namiętności – muzyka i słowa: Diane Warren

1997: „My Heart Will Go On” – Titanic – muzyka: James Horner; słowa: Will Jennings

nominacje:
- „Journey to the Past” – Anastazja – muzyka: Stephen Flaherty; słowa: Lynn Ahrens
- „Once Upon a December” – Anastazja – muzyka: Stephen Flaherty; słowa: Lynn Ahrens
- „Go The Distance” – Herkules – muzyka: Alan Menken; słowa: David Zippel
- „Tomorrow Never Dies” – Jutro nie umiera nigdy – muzyka i słowa: Sheryl Crow, Mitchell Froom

1998:  „The Prayer” – Magiczny miecz – muzyka: David Foster, Carole Bayer Sager; słowa: David Foster, Carole Bayer Sager, Alberto Testa (włoski przekład), Tony Renis (włoski przekład)

nominacje:
- „Uninvited” – Miasto aniołów – muzyka i słowa: Alanis Morissette
- „The Mighty” – Potęga przyjaźni – muzyka: Sting; słowa: Sting, Trevor Jones
- „Reflection” – Mulan – muzyka: Matthew Wilder; słowa: David Zippel
- „When You Believe” – Książę Egiptu – muzyka i słowa: Stephen Schwartz
- „The Flame Still Burns” – Szalona kapela – muzyka: Marti Frederiksen, Mick Jones; słowa: Chris Difford

1999: „You’ll Be In My Heart” – Tarzan – muzyka i słowa: Phil Collins

nominacje:
- „How Can I Not Love You” – Anna i król – muzyka: George Fenton, Robert Kraft; słowa: Babyface
- „Beautiful Stranger” – Austin Powers: Szpieg, który nie umiera nigdy – muzyka: Madonna; słowa: Madonna, William Ørbit
- „Save Me” – Magnolia – muzyka i słowa: Aimee Mann
- „When She Loved Me” – Toy Story 2 – muzyka i słowa: Randy Newman

## 2000–2009
2000: „Things Have Changed” – Cudowni chłopcy – muzyka i słowa: Bob Dylan

nominacje:
- „I’ve Seen It All” – Tańcząc w ciemnościach – muzyka: Bjork; słowa: Lars von Trier, Sjón Sigurdsson
- „My Funny Friend and Me” – Nowe szaty cesarza – muzyka: Sting, David Hartley; słowa: Sting
- „When You Come Back to Me Again” – Częstotliwość – muzyka i słowa: Garth Brooks, Jenny Yates
- „One In A Million” – Miss Agent – muzyka i słowa: Bosson

2001: „Until...” – Kate i Leopold – muzyka i słowa: Sting

nominacje:
- „May It Be” – Władca Pierścieni: Drużyna Pierścienia – muzyka i słowa: Enya
- „Come What May” – Moulin Rouge! – muzyka i słowa: David Baerwald
- „There You’Ll Be” – Pearl Harbor – muzyka i słowa: Diane Warren
- „Vanilla Sky” – Vanilla Sky – muzyka i słowa: Paul McCartney

2002: „The Hands That Built America” – Gangi Nowego Jorku – muzyka i słowa: U2

nominacje:
- „Lose Yourself” – 8 Mila – muzyka i słowa: Eminem
- „Die Another Day” – Śmierć nadejdzie jutro – muzyka: Madonna, Mirwais Ahmadzaï; słowa: Madonna
- „Here I Am” – Mustang z Dzikiej Doliny – muzyka: Hans Zimmer; słowa: Bryan Adams, Gretchen Peters
- „Father and Daughter” – Dzika rodzinka – muzyka i słowa: Paul Simon

2003: „Into the West” – Władca Pierścieni: Powrót króla – muzyka i słowa: Howard Shore, Fran Walsh, Annie Lennox

nominacje:
- „Man of the Hour” – Duża ryba – muzyka i słowa: Eddie Vedder
- „You Will Be My Ain True Love” – Wzgórze nadziei – muzyka i słowa: Sting
- „Time Enough For Tears” – Nasza Ameryka – muzyka i słowa: Bono, Gavin Friday, Maurice Seezer
- „The Heart Of Every Girl” – Uśmiech Mony Lizy – muzyka: Elton John; słowa: Bernie Taupin

2004: „Old Habits Die Hard” – Alfie – muzyka i słowa: Mick Jagger, David A. Stewart

nominacje:
- „Million Voices” – Hotel Ruanda – muzyka: Wyclef Jean, Jerry Duplessis, Andrea Guerra; słowa: Wyclef Jean
- „Learn To Be Lonely” – Upiór w operze – muzyka: Andrew Lloyd Webber; słowa: Charles Hart
- „Believe” – Ekspres polarny – muzyka i słowa: Glen Ballard, Alan Silvestri
- „Accidentally In Love” – Shrek 2 – muzyka: Adam Duritz, David Immerglück, Matthew Malley, David Bryson; słowa: Adam Duritz, Dan Vickrey

2005: „A Love That Will Never Grow Old” – Tajemnica Brokeback Mountain – muzyka: Gustavo Santaolalla; słowa: Bernie Taupin

nominacje:
- „Christmas in Love” – Zakochane święta – muzyka: Tony Renis; słowa: Marva Jan Marrow
- „Wunderkind” – Opowieści z Narnii: Lew, czarownica i stara szafa – muzyka i słowa: Alanis Morissette
- „There’s Nothing Like a Show on Broadway” – Producenci – muzyka i słowa: Mel Brooks
- „Travelin’ Thru” – Transamerica – muzyka i słowa: Dolly Parton

2006: „The Song of the Heart” – Happy Feet: Tupot małych stóp – muzyka i słowa: Prince

nominacje:
- „Never Gonna Break My Faith” – Bobby – muzyka i słowa: Bryan Adams, Eliot Kennedy, Andrea Remanda
- „Listen” – Dreamgirls – muzyka: Beyoncé Knowles, Henry Krieger, Scott Cutler; słowa: Anne Preven
- „Try Not to Remember” – Odwaga i nadzieja – muzyka i słowa: Sheryl Crow
- „A Father’s Way” – W pogoni za szczęściem – muzyka: Seal, Christopher Bruce; słowa: Seal

2007: „Guaranteed” – Wszystko za życie – muzyka i słowa: Eddie Vedder

nominacje:
- „That’s How You Know” – Zaczarowana – muzyka: Alan Menken; słowa: Stephen Schwartz
- „Grace Is Gone” – Grace odeszła – muzyka: Clint Eastwood; słowa: Carole Bayer Sager
- „Despedida” – Miłość w czasach zarazy – muzyka: Antonio Pinto, Shakira; słowa: Shakira
- „Walk Hard” – Idź twardo: Historia Deweya Coxa – muzyka i słowa: Marshall Crenshaw, John C. Reilly, Judd Apatow, Jake Kasdan

2008: „The Wrestler” – Zapaśnik – muzyka i słowa: Bruce Springsteen

nominacje:
- „I Thought I Lost You” – Piorun – muzyka i słowa: Miley Cyrus, Jeffrey Steele
- „Once in a Lifetime” – Cadillac Records – muzyka i słowa: Beyoncé Knowles, Amanda Ghost, Scott McFarnon, Ian Dench, James Dring, Jody Street
- „Gran Torino” – Gran Torino – muzyka: Clint Eastwood, Jamie Cullum, Kyle Eastwood, Michael Stevens; słowa: Kyle Eastwood, Michael Stevens
- „Down to Earth” – WALL·E – muzyka: Peter Gabriel, Thomas Newman; słowa: Peter Gabriel

2009: „The Weary Kind” – Szalone serce – muzyka i słowa: T Bone Burnett, Ryan Bingham

nominacje:
- „I See You” – Avatar – muzyka: James Horner, Simon Franglen; słowa: Simon Franglen
- „Winter” – Bracia – muzyka: U2; słowa: Bono
- „Cinema Italiano” – Dziewięć – muzyka i słowa: Maury Yeston
- „(I Want To) Come Home” – Wszyscy mają się dobrze – muzyka i słowa: Paul McCartney

## 2010–2019
2010: „You Haven’t Seen the Last of Me” – Burleska – muzyka i słowa: Diane Warren

nominacje:
- „Bound to You” – Burleska – muzyka: Samuel Dixon; słowa: Christina Aguilera, Sia Furler
- „Coming Home” – Country Strong – muzyka i słowa: Bob DiPiero, Tom Douglas, Hillary Lindsey, Troy Verges
- „I See the Light” – Zaplątani – muzyka: Alan Menken; słowa: Glenn Slater
- „There’s a Place for Us” – Opowieści z Narnii: Podróż Wędrowca do Świtu – muzyka i słowa: Hillary Lindsey, Carrie Underwood, David Hodges

2011: „Masterpiece” – W.E.: Królewski romans – muzyka i słowa: Madonna, Julie Frost, Jimmy Harry; wykonanie: Madonna

nominacje:
- „Hello, Hello” – Gnomeo i Julia – wykonanie: Elton John i Lady Gaga
- „The Keeper” – Kaznodzieja z karabinem – wykonanie: Chris Cornell
- „Lay Your Head Down” – Albert Nobbs – wykonanie: Sinéad O’Connor
- „The Living Proof” – Służące – wykonanie: Mary J. Blige

2012: „Skyfall” – Skyfall – muzyka i słowa: Adele i Paul Epworth; wykonanie: Adele

nominacje:
- „For You” – Akt odwagi – wykonanie: Keith Urban i Monty Powel
- „Not Running Anymore” – Twardziele – wykonanie: Jon Bon Jovi
- „Safe & Sound” – Igrzyska śmierci – wykonanie: Taylor Swift i The Civil Wars
- „Suddenly” – Les Misérables. Nędznicy – twórcy: Claude-Michel Schönberg, Alain Boublil, Herbert Kretzmer

2013: „Ordinary Love” – Mandela: Droga do wolności – muzyka i słowa: Bono, U2, Danger Mouse; wykonanie: U2

nominacje:
- „Atlas” – Igrzyska śmierci: W pierścieniu ognia – Coldplay, Guy Berryman, Jonny Buckland, Will Champion, Chris Martin
- „Let it Go” – Kraina lodu – Kristen Anderson-Lopez, Robert Lopez
- „Please Mr. Kennedy” – Co jest grane, Davis? – Ed Rush, George Cromarty, T Bone Burnett, Justin Timberlake, Joel i Ethan Coenowie
- „Sweeter Than Fiction” – Masz talent – Taylor Swift i Jack Antonoff

2014: „Glory” – Selma – Common, John Legend

nominacje:
- „Big Eyes” – Wielkie oczy – muzyka i słowa Lana Del Rey
- „Mercy Is” – Noe: Wybrany przez Boga – muzyka i słowa Patti Smith, Lenny Kaye
- „Opportunity” – Annie – muzyka i słowa Greg Kurstin, Sia Furler, Will Gluck
- „Yellow Flicker Beat” – Igrzyska śmierci: Kosogłos. Część 1 – muzyka i słowa Lorde

2015: „Writing’s on the Wall” – Spectre – Sam Smith, Jimmy Napes

nominacje:
- „Love Me Like You Do” – Pięćdziesiąt twarzy Greya – muzyka i słowa: Max Martin, Savan Kotecha, Ali Payami, Tove Lo, Ilya Salmanzadeh; wykonanie: Ellie Goulding
- „One Kind of Love” – Love & Mercy – Brian Wilson, Scott Bennett
- „See You Again” – Szybcy i wściekli 7 – DJ Frank E, Andrew Cedar, Charlie Puth, Wiz Khalifa
- „Simple Song #3” – Młodość – David Lang

2016: „City of Stars” – La La Land – Ryan Gosling

nominacje:
- „Gold” – Gold – Iggy Pop
- „Faith” – Sing – Stevie Wonder, Ariana Grande
- „How Far I’ll Go” – Vaiana: Skarb oceanu – Auliʻi Cravalho
- „Can’t Stop The Feeling” – Trolle – Justin Timberlake

2017: „This Is Me” – Król rozrywki – Keala Settle

nominacje:
- „Remember Me” – Coco – Miguel (XVII), Natalia Lafourcade
- „Mighty River” – Mudbound – Mary J. Blige
- „The Star” – Pierwsza Gwiazdka – Mariah Carey
- „Home” – Fernando – Nick Jonas

2018: „Shallow” – Narodziny gwiazdy – muzyka: Lady Gaga; słowa: Lady Gaga, Andrew Wyatt, Anthony Rossomando, Mark Ronson; wykonanie: Lady Gaga i Bradley Cooper

nominacje:
- „All the stars” – Czarna Pantera – muzyka i słowa: Top Dawg, Kendrick Lamar, Al Shux, Sounwave i SZA; wykonanie: Kendrick Lamar i SZA
- „Girl in the movies” – Kluseczka – muzyka i słowa: Dolly Parton i Linda Perry; wykonanie: Dolly Parton
- „Requiem For A Private War”  – A Private War – muzyka, słowa i wykonanie: Annie Lenox
- „Revelation”  – Wymazać siebie – muzyka: Jónsi i Troye Sivan; słowa: Jónsi, Leland i Troye Sivan; wykonanie: Jónsi i Troye Sivan

2019: „(I’m Gonna) Love Me Again” – Rocketman – słowa: Bernie Taupin, muzyka: Elton John

nominacje:
- - „Beautiful Ghosts” – Koty – muzyka i słowa: Taylor Swift i Andrew Lloyd Webber
  - „Into the Unknown” – Kraina lodu II – muzyka i słowa: Kristen Anderson-Lopez i Robert Lopez
  - „Spirit” – Król lew – muzyka i słowa: Beyoncé, Ilya i Labrinth
  - „Stand Up” – Harriet – muzyka i słowa: Joshuah Brian Campbell i Cynthia Erivo

## 2020–2029
2020: „Io sì (Seen)” – Życie przed sobą – muzyka i słowa: Niccolò Agliardi, Laura Pausini & Diane Warren

nominacje:
- - „Fight for You” – Judasz i Czarny Mesjasz – muzyka i słowa: D’Mile, H.E.R. & Tiara Thomas
  - „Hear My Voice” – Proces Siódemki z Chicago – muzyka i słowa: Celeste & Daniel Pemberton
  - „Speak Now” – Pewnej nocy w Miami... – muzyka i słowa: Sam Ashworth & Leslie Odom Jr.
  - „Tigress & Tweed” – Billie Holiday – muzyka i słowa: Andra Day & Raphael Saadiq

2021: „No Time to Die” – Nie czas umierać  – muzyka i słowa: Billie Eilish & Finneas O’Connell

nominacje:
- - „Be Alive” – King Richard: Zwycięska rodzina – muzyka i słowa: Beyoncé & Dixson
  - „Dos Oruguitas” – Nasze magiczne Encanto – muzyka i słowa: Lin-Manuel Miranda
  - „Down to Joy” – Belfast – muzyka i słowa: Van Morrison
  - „Here I Am (Singing My Way Home)” – Respekt – królowa soul – muzyka i słowa: Jamie Hartman, Jennifer Hudson & Carole King